# Génave
Génave település Spanyolországban, Jaén tartományban. Génave Villarrodrigo, Torres de Albanchez, La Puerta de Segura, Orcera és Siles községekkel határos. Lakosainak száma 547 fő (2024).

## Népesség
A település népessége az elmúlt években az alábbi módon változott:
| Lakosok száma | 674  | 605  | 638  | 629  | 646  | 617  | 614  | 611  | 573  | 547  |
|               | 2001 | 2004 | 2007 | 2009 | 2012 | 2014 | 2017 | 2019 | 2022 | 2024 |